# Anukorn Sangrum
Anukorn Sangrum (thailändisch อนุกรณ์ สางรัมย์, * 2. Oktober 1984 in Buriram) ist ein thailändischer Fußballspieler.

## Karriere
Anukorn Sangrum unterschrieb seinen ersten Vertrag 2009 beim Buriram FC in Buriram. Der Verein spielte damals in der Dritten Liga, der Regional League Division 2 in der North/East–Region. 2011 wechselte er in den Süden des Landes und schloss sich dem Drittligisten Phatthalung FC aus Phatthalung an. Mit dem Club wurde er 2011 Vizemeister und stieg somit in die Zweite Liga, der Thai Premier League Division 1, auf. 2012 belegte der Verein den 15. Tabellenplatz und musste somit wieder den Weg in die Drittklassigkeit antreten. 2013 ging er nach Rayong und schloss sich den ebenfalls aus der Zweiten Liga abgestiegenen Rayong FC an. Mit dem Club spielte er eine Saison in der Dritten Liga in der Region Central/East. Krabi FC, ein Zweitligist, nahm ihn 2014 unter Vertrag. Nach einem Jahr in Krabi wechselte er 2015 nach Ubon Ratchathani und schloss dich dem Drittligisten Ubon UMT United an. Der Verein wurde am Ende der Saison 2015 Gesamtmeister der Dritten Liga und stieg somit in die Zweite Liga auf. 2016 wurde er mit Ubon Vizemeister und stieg in die Erste Liga auf. 2018 verließ er Ubon. Sein ehemaliger Verein, der Zweitligist Rayong FC, nahm ihn 2018 unter Vertrag. Mit dem Club schaffte er als Tabellendritter 2019 den Aufstieg in die Erste Liga. 2020 verließ er Rayong und schloss sich dem Zweitligaaufsteiger Nakhon Pathom United FC aus Nakhon Pathom an. Am Ende der Saison 2022/23 feierte er mit Nakhon Pathom die Meisterschaft und den Aufstieg in die erste Liga. Am Ende der Saison 2024/25 belegte er mit Nakhon Pathom den vorletzten Tabellenplatz und musste somit in die zweite Liga absteigen.

## Erfolge
Phattalung FC
- 2011 – Regional League Division 2 – North/East – Vizemeister  ▲

Ubon UMT United
- 2015 – Regional League Division 2 – North/East – Vizemeister
- 2015 – Regional League Division 2 – Meister aller Regionalligen

Rayong FC
- 2019 – Thai League 2 – 3. Platz  ▲

Nakhon Pathom United FC
- Thailändischer Zweitligameister: 2022/23  ▲